# Maculinea mamers
Maculinea mamers är en fjärilsart som beskrevs av Johann Andreas Benignus Bergsträsser 1779. Maculinea mamers ingår i släktet Maculinea och familjen juvelvingar. Inga underarter finns listade i Catalogue of Life.